# Delta Gangy

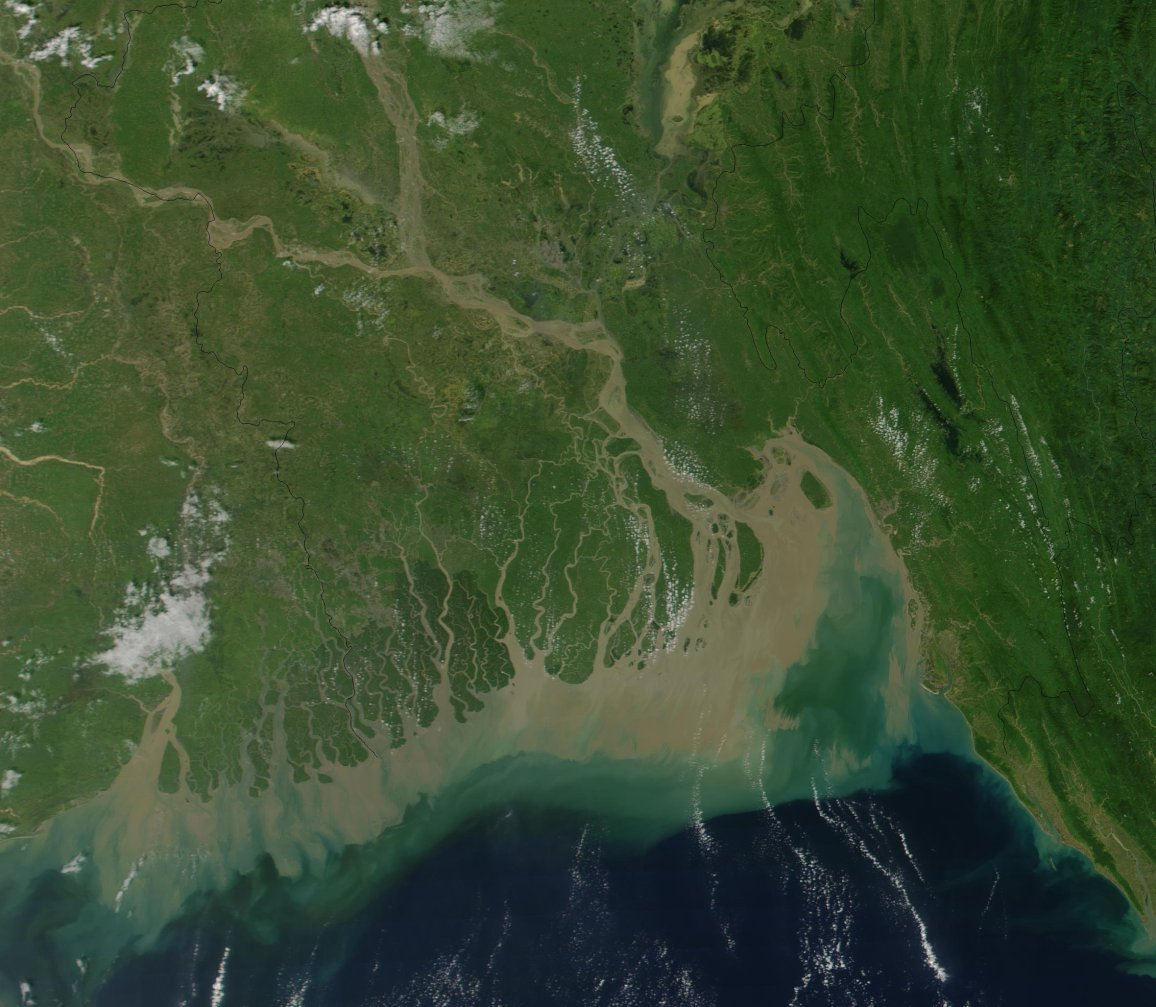
Satelitní snímek

Delta Gangy je region na území Bangladéše a indického státu Západní Bengálsko, který je tvořen společnou říční deltou Gangy a Brahmaputry. S rozlohou okolo 105 000 km² je největší deltou na světě a žije v ní okolo 130 000 000 obyvatel, převážně Bengálců. Krajina je rovinatá, tvořená labyrintem říčních ramen a ostrovů, podnebí je teplé a vlhké. Řeky sem přinášejí z Himálaje úrodné lateritové naplaveniny, v deltě se pěstuje rýže, čajovník a jutovník. Významný je rybolov, nacházejí se zde rovněž ložiska ropy. Na pobřeží Bengálského zálivu se nachází chráněná oblast mangrovů zvaná Sundarbans. Oblast bývá často zasažena záplavami, největší zdokumentovanou katastrofou byl cyklón Bhola v listopadu 1970, který si podle odhadů vyžádal až půl milionu obětí. K vážným problémům ovlivňujícím život v deltě patří přelidnění a kontaminace vody arsenem.